# 면역 체크포인트

종양 미세 환경에서의 면역 체크포인트

유방암과 관련된 면역 억제 작용의 면역 체크포인트

면역 체크포인트(Immune checkpoint) 또는 면역 관문은 면역 체계의 조절자이다. 이러한 경로는 면역 체계가 무차별적으로 세포를 공격하는 것을 방지하는 면역 자기 관용에 절대적이다. 그런데 일부의 암에서는 이러한 면역 체크포인트의 표적을 자극하여 면역의 공격으로부터 자신을 보호하고 있다.
억제 체크포인트 분자는 여러 유형의 암에서의 사용 가능성으로 인해 암 면역 요법의 표적이다. 현재 승인된 면역 관문 억제제는 CTLA4, PD-1 및 PD-L1을 차단한다. 이와 관련되는 기초 과학의 발견으로 제임스 P. 앨리슨과 혼조 타스쿠가 2018년 생약학 분야의 탕 상 (Tang Prize in Biopharmaceutical Science)과 노벨 생리의학상을 수상했다.

## 체크포인트 자극 분자
4개의 체크포인트 자극 분자는 종양 괴사 인자(TNF) 수용체 슈퍼패밀리의 구성원인 CD27, CD40, OX40, GITR 및 CD137이다. 또 다른 2개의 체크포인트 자극 분자는 B7-CD28 수퍼패밀리에 속하는 CD28 자체 및 ICOS이다.
- CD27 : 이 분자는 나이브 T 세포의 항원 특이적 확장을 지원하며 T 세포 기억 생성에 필수적이다.[4] CD27은 또한 B 세포의 기억 마커이다.[5] CD27의 활성은 림프구 및 수지상 세포에서 리간드인 CD70 의 일시적 가용성에 의해 좌우된다.[6] CD27 공동자극은 Th17 이펙터 세포 기능을 억제하는 것으로 알려져 있다.[7] 미국의 생명 공학 회사인 셀덱스 세라퓨틱스(Celldex Therapeutics)에서는 동물 모델에서 T 세포 수용체 자극과 관련하여 효과적인 것으로 밝혀진 효능제(agonistic) 항-CD27 단일클론 항체[8] 인 CDX-1127에 대해 연구하고 있다.[9]
- CD28 : 이 분자는 거의 모든 인간 CD4+ T 세포와 모든 CD8 T 세포의 약 절반에서 구성적으로 발현된다. 2개의 리간드인 CD80 및 CD86 과의 결합은 수지상 세포에서 발현되어 T 세포 확장을 촉진한다. CD28은 2006년 3월 런던에서 실시된 최초의 인체 연구에서 심각한 염증 반응을 일으킨 TGN1412 '슈퍼아고니스트'의 표적이었다.[10]
- CD40 : 항원 전달세포를 포함하는 다양한 면역체계에서 발견되는 이 분자는 CD40L( CD154 라고도 함)을 가지고 있으며 활성화된 CD4+ T 세포의 표면에서 일시적으로 발현된다. CD40 신호전달은 수지상 세포가 성숙하도록 '허가'하는 것으로 알려져 있으며, 이에 따라 T 세포 활성화 및 분화를 유발한다.[11] 지금은 없어진 시애틀 기반의 생명공학 회사인 VLST는 2012년 화이자로부터 항-CD40 작용제 단일클론 항체에 대한 라이선스를 취득했다. 스위스 제약회사 로슈사는 2013년 VLST가 종료되었을 때 이 프로젝트를 인수했다.[12]
- CD122 : 인터류킨-2 수용체 베타 하위 단위인 이 분자는 CD8+ 이펙터 T 세포의 증식을 증가시키는 것으로 알려져 있다.[13] 미국의 생명 공학 회사인 넥타 세라퓨틱스 (Nektar Therapeutics)에서는 CD122 편향 면역 자극 사이토카인인 NKTR-214에 대해 연구하고 있으며[14] 2016년 11월에 1상 결과과 발표되었다.[15]
- CD137 : 4-1BB라고도 불리는 이 분자가 CD137 리간드에 의해 결합되면 T 세포 증식이 일어난다. CD137 매개 신호는 T 세포, 특히 CD8+ T 세포를 활성화 유도 세포 사멸로부터 보호하는 것으로도 알려져 있다.[16] 독일의 생명공학 회사인 Pieris Pharmaceuticals는 CD137과 HER2 에 이중특이성인 조작된 리포칼린을 개발했다.[17]
- OX40 : CD134라고도 하는 이 분자는 리간드로 OX40L 또는 CD252를 가지고 있다. CD27과 마찬가지로 OX40은 이펙터 및 기억 T 세포의 확장을 촉진하지만 T-조절 세포의 분화 및 활성을 억제하는 능력과 사이토카인 생산 조절로도 유명하다.[18] 약물 표적으로서의 OX40의 가치는 주로 T 세포 수용체 결합 후 일시적으로 발현되어 염증성 병변 내에서 가장 최근에 항원 활성화된 T 세포에서만 상향 조절된다는 사실에 있다.[19] 항-OX40 단클론 항체는 진행성 암에서 임상적 유용성을 갖는 것으로 나타났다.[20] 제약회사 아스트라제네카는 OX40을 표적으로 개발 중인 세 가지 약물MEDI6469, 뮤린 OX4 효능제; 및 OX40 작용제인 MEDI6383을 보유하고 있다.[21]
- GITR : 이는 Glucocorticoid-Induced TNFR family Related gene의 약자로, Treg 확장을 포함한 T 세포 확장을 촉진한다.[22] GITR에 대한 리간드는 주로 항원 제시 세포에서 발현된다.[23] GITR에 대한 항체는 Treg 혈통 안정성의 손실을 통해 항종양 반응을 촉진하는 것으로 나타났다.[24] 생명공학 회사인 TG Therapeutics는 항-GITR 항체에 대해 연구하고 있다.[25]
- ICOS : Inducible T-cell costimulator의 약자로 CD278이라고도 하는 이 분자는 활성화된 T 세포에서 발현된다. 그 리간드는 ICOSL이며 주로 B 세포와 수지상 세포에서 발현된다. 이 분자는 T 세포 이펙터 기능에서 중요한 것으로 보인다.[26] 미국의 생명공학 회사인 Jounce Therapeutics는 ICOS 작용제를 개발하고 있다.

## 체크포인트 억제 분자

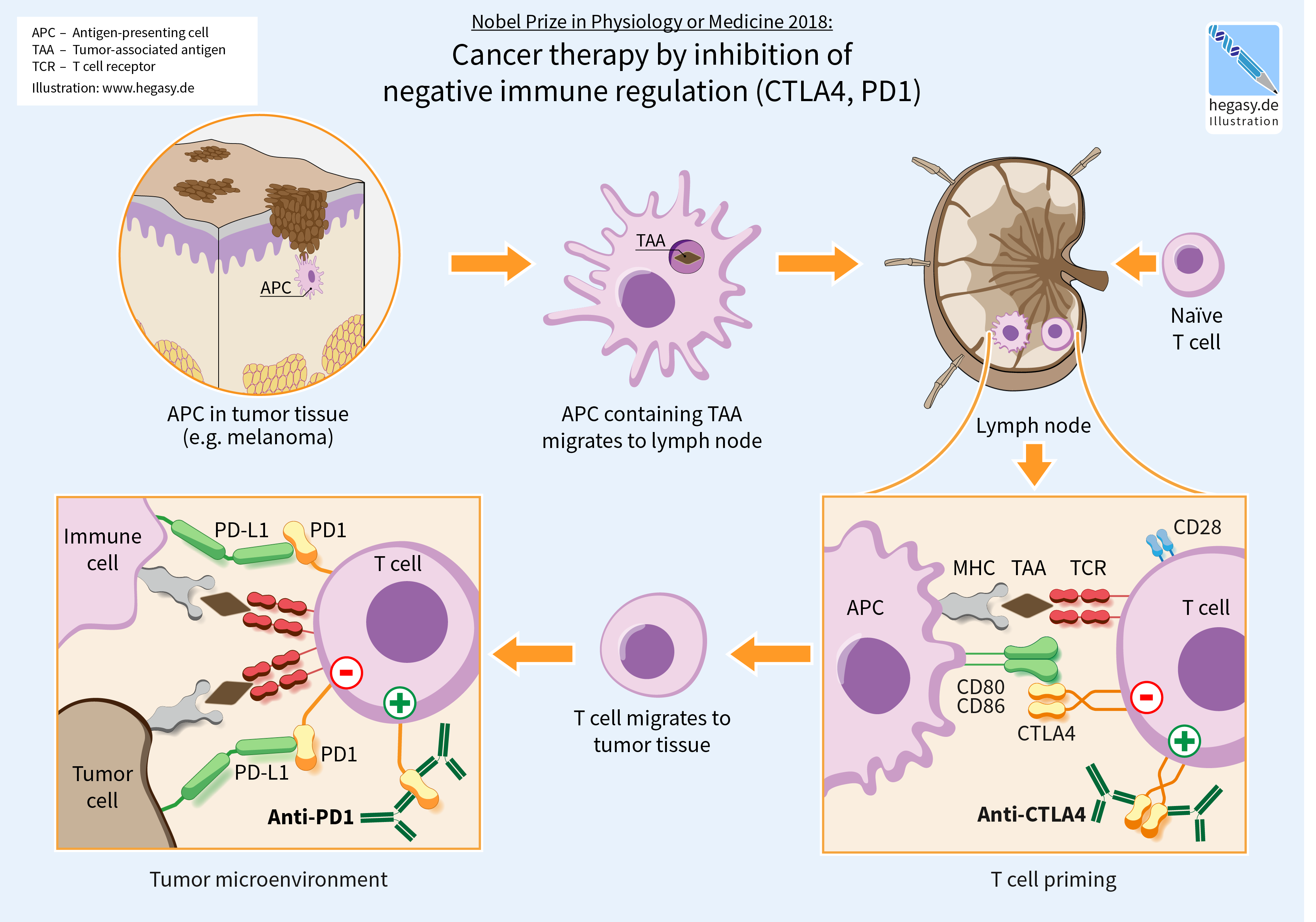
부정적 면역 조정의 억제에 의한 암 치료(CTLA4, PD1)

- A2AR & A2BR : 아데노신 A2A수용체는 A2a수용체의 활성화를 유도하는 면역 미세환경의 아데노신이 음성의 면역피드백 루프이고 종양미세환경은 아데노신의 농도가 상대적으로 높기 때문에 암 치료에서 중요한 체크포인트로 꼽힌다.[27] 최근 면역 체계에서 A2B 수용체의 역할이 입증되었다.[28][29] 연구에 따르면 A2A와 A2B가 함께 발현되는 조직에서 A2B 수용체의 대부분의 통제 하에 이량체를 형성한다고 한다.[30]
- B7-H3 : CD276이라고도 하며 원래 공동 자극 분자로 이해되었지만[31] 현재는 공동 억제제로 간주되고 있다.[32] 미국의 생명공학 회사인 MacroGenics는 B7-H3를 표적으로 하는 Fc 최적화 단일 클론 항체인 MGA271을 연구하고 있다.[33] B7-H3의 수용체는 아직 확인되지 않았다.[34]
- B7-H4 : VTCN1이라고도 하며 종양 세포 및 종양 관련 대식세포에 의해 발현되며 종양 탈출에 역할을 한다.[35]
- BTLA : B and T Lymphocyte Attenuator의 줄임말로 CD272라고도 불리는 이 분자는 HVEM(Herpesvirus Entry Mediator)을 리간드로 가지고 있다. BTLA의 표면 발현은 나이브에서 이펙터 세포 표현형으로의 인간 CD8+ T 세포의 분화 동안 점진적으로 하향조절되지만, 종양 특이적 인간 CD8+ T 세포는 높은 수준의 BTLA를 발현한다.[36]
- CTLA-4 : Cytotoxic T-Lymphocyte-Associated protein 4의 약자로 CD152라고도 불리는 이 물질은 2011년 3월 FDA 승인을 받은 브리스톨 마이어스 스퀴브의 흑색종 치료제인 Yervoy의 표적이다. Treg 세포에서 CTLA-4의 발현은 T 세포 증식을 조절하는 역할을 한다.[37][38]
- IDO : Indoleamine 2,3-dioxygenase의 줄임말로 면역 억제 특성을 지닌 트립토판 이화 효소이다. 또 다른 중요한 분자는 TDO, 트립토판 2,3-디옥시게나제이다. IDO는 T 및 NK 세포를 억제하고, Treg 및 골수 유래 억제 세포를 생성 및 활성화하고, 종양 혈관신생을 촉진하는 것으로 알려져 있다.[39][38]
- KIR : Killer-cell Immunoglobulin-like Receptor의 약자로 자연 살해 세포의 MHC 클래스 I 분자에 대한 수용체이다. 브리스톨 마이어스 스퀴브사는 KIR에 대한 단클론 항체인 Lirilumab을 연구하고 있다.
- LAG3 : Lymphocyte Activation Gene-3의 줄임말로 Treg[40]에 작용하여 면역 반응을 억제하고 CD8+ T 세포에 직접적인 영향을 미친다.[41][38] 브리스톨 마이어스 스퀴브사는 BMS-986016이라는 항-LAG3 단클론 항체를 가지고 임상 1상에 있다.[42]
- NOX2 : nicotinamide adenine dinucleotide phosphate의 약자 NADPH oxidase isoform 2는 면역 억제 활성 산소 종을 생성하는 골수 세포의 효소이다. 골수 세포에서 NOX2의 유전적 및 약리학적 억제는 인접한 NK 세포 및 T 세포의 항종양 기능을 향상시키고 또한 인간 및 실험 동물에서 자가 면역을 유발한다. NOX2는 EU 내 급성 골수성 백혈병에 대한 사용 승인을 받은 세플렌 (Ceplene)의 타깃이다.[43][38]
- PD-1 : PD-1(Programmed Death 1) 수용체의 약자이며 두 개의 리간드인 PD-L1 및 PD-L2 가 있다. 이 체크포인트는 2014년 9월 FDA 승인을 받은 Merck & Co.의 흑색종 치료제인 키트루다(Keytruda)의 표적이다. 이 체크포인트는 2017년 FDA 승인을 받은 EMD 세로노(Merck KGaA)의 약물 바벤시오 의 표적이기도 하다. PD-1 표적화의 이점은 종양 미세환경에서 면역 기능을 회복할 수 있다는 점이다.[44][38]
- TIM-3 : T 세포 면역글로불린 도메인 및 뮤신 도메인 3의 약자로, 활성화된 인간 CD4+ T 세포에서 발현하고 Th1 및 Th17 사이토카인을 조절한다.[45] TIM-3은 리간드인 갈렉틴-9 와의 상호작용 시 세포 사멸을 유발함으로써 Th1/Tc1 기능의 음성 조절자 역할을 한다.[46][38]
- VISTA : T 세포 활성화의 V-도메인 Ig 억제 인자의 줄임말인 VISTA는 주로 조혈 세포에서 발현된다.[47] 따라서 종양 내 백혈구에서 VISTA의 일관된 발현을 통해 VISTA 차단이 광범위한 고형 종양에서 효과적일 수 있다.[48][38]
- SIGLEC7 (시알산 결합 면역글로불린형 렉틴 7, CD328이라고도 함) 및 SIGLEC9 (시알산 결합 면역글로불린형 렉틴 9, CD329라고도 함)는 자연 살해 세포 및 대식세포( SIGLEC7 ) 및 호중구, 대식세포, 수지상 세포 및 활성화된 T-세포( SIGLEC9 )를 포함하는 다양한 면역 세포의 표면에서 발견되는 단백질이다.[49] SIGLECs 7 및 9는 세포 표면을 덮고 있는 글리칸의 말단 시알산에 결합하여 이들 세포의 면역 기능을 억제한다.[50][51]

## 면역 체크포인트 억제제
체크포인트 억제 분자를 억제/차단하는 약물 또는 약물 후보는 때때로 체크포인트 억제제로 알려져 있다. 이 아이디어는 종종 면역 체크포인트 차단 또는 단순히 체크포인트 차단이라고 한다. 체크포인트 억제제 약물은 브리스톨-마이어스 스퀴브 사, 머크, 머크 KGaA, 로슈, 아스트라제네카 등 회사의 암에 대한 제약 연구에서 성장을 보였다.